# Onychonycteris finneyi
Onychonycteris finneyi (лат.) — вид вымерших млекопитающих, живших во времена эоцена на территории Северной Америки, открытый в 2007 году. По состоянию на 2017 год считается самым базальным представителем отряда рукокрылых.

## История открытия и изучения
В феврале 2007 года в Вайоминге Марге и его коллеги открыли два ископаемых экземпляра данного вида. По состоянию на 2017 год это была самая примитивная летучая мышь из известных, что позволило выдвинуть гипотезу о том что рукокрылые появились не ранее эоцена. Этот вид заполняет пробел между современными рукокрылыми и наземными млекопитающими. Сильно удлинённые пальцы и форма грудной клетки говорит о том, что он был способен к активному полёту. В то же время сохранились относительно длинные задние конечности и когти на всех пяти пальцах — наследие наземных предков. Onychonycteris лишён характерных признаков эхолокации, и это свидетельствует о том, что полёт развился у летучих мышей раньше эхолокации.